# Porozumienie Zawodów Medycznych
Porozumienie Zawodów Medycznych, PZM – koalicja związków zawodowych funkcjonujących w sektorze opieki zdrowotnej, utworzona 5 lutego 2016 z inicjatywy Ogólnopolskiego Związku Zawodowego Lekarzy (OZZL)

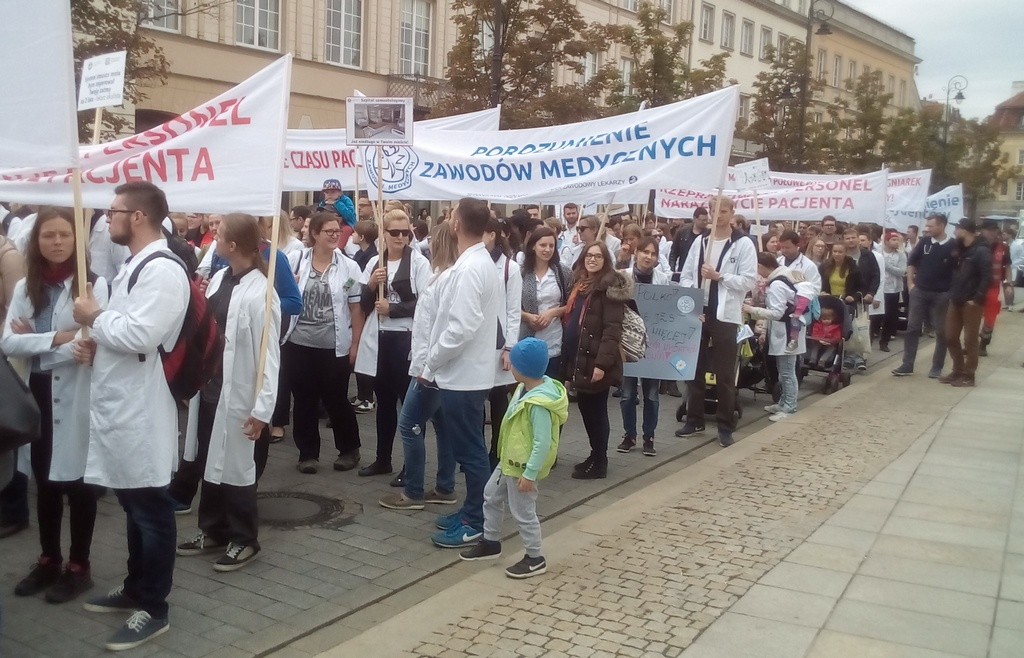
Manifestacja PZM 24 września 2016 Warszawa

## Organizacje tworzące
W skład PZM weszło początkowo dziewięć a następnie trzynaście związków zawodowych działających w sferze ochrony zdrowia: wszystkie łącznie reprezentowały interesy 600 tysięcy pracowników. Przewodniczącym został Tomasz Dybek.
- Krajowy Związek Zawodowy Pracowników Medycznych Laboratoriów Diagnostycznych,
- Krajowy Związek Zawodowy Pracowników Ratownictwa Medycznego,
- Ogólnopolski Związek Zawodowy Dietetyków,
- Ogólnopolski Związek Zawodowy Fizjoterapia,
- Ogólnopolski Związek Zawodowy Fizyków Medycznych,
- Ogólnopolski Związek Zawodowy Lekarzy (w tym Porozumienie Rezydentów OZZL),
- Ogólnopolski Związek Zawodowy Pielęgniarek i Położnych,
- Ogólnopolski Związek Zawodowy Pracowników Diagnostyki Medycznej i Fizjoterapii,
- Ogólnopolski Związek Zawodowy Pracowników Fizjoterapii,
- Ogólnopolski Związek Zawodowy Psychologów,
- Ogólnopolski Związek Zawodowy Techników Medycznych Elektroradiologii,
- Ogólnopolski Związek Zawodowy Techników Medycznych Radioterapii,
- Związek Zawodowy Techników Farmaceutycznych Rzeczypospolitej Polskiej,
- logopedzi i psychoterapeuci.

## Wspólne cele
Głównym celem PZM było opracowanie wspólnych postulatów płacowych dla wszystkich zawodów medycznych i podjęcie działań na rzecz ich realizacji. Porozumienie stało się również forum wymiany i uzgadniania poglądów w zakresie funkcjonowania systemu opieki zdrowotnej. W mediach i wobec strony rządowej prezentowało wspólnie uzgodnione opinie i stanowiska na temat systemu opieki zdrowotnej.
Wcześniej, z inicjatywy OZZL, działały już dwie podobne koalicje integrujące podmioty związkowe i samorządowe funkcjonujące w środowisku medycznym wokół wspólnych celów dotyczących poprawy warunków pracy i płacy pracowników opieki zdrowotnej oraz zmian systemowych.
Pierwszą był Komitet Obrony Reformy Ochrony Zdrowia (KOROZ), stworzony 7 kwietnia 1998 w proteście przeciwko próbom storpedowania wprowadzenia kas chorych przez ówczesnego ministra finansów i wicepremiera Leszka Balcerowicza. W składzie KOROZ znalazły się: OZZL, Naczelna Izba Lekarska, Naczelna Izba Pielęgniarek i Położnych, Sekretariat Ochrony Zdrowia KK NSZZ „Solidarność”, Ogólnopolski Związek Zawodowy Pielęgniarek i Położnych, Ogólnopolski Związek Zawodowy Położnych, Związek Zawodowy Anestezjologów.
Drugą było Porozumienie Środowisk Medycznych (PŚM), złożone z kilkudziesięciu organizacji działających w służbie zdrowia, z udziałem Centrum im. Adama Smitha, Krajowej Izby Gospodarczej, Transparency International Polska, utworzone przez OZZL w 2003 dla poparcia opracowanego przez OZZL projektu Racjonalnego systemu ochrony zdrowia.

## Działalność Porozumienia
PZM było trzecim przymierzem, powołaną dla konkretnego zadania opracowania wspólnego stanowiska dotyczącego postulowanego poziomu wynagrodzeń w ochronie zdrowia. W kilka miesięcy po zorganizowaniu się PZM, lekarze rezydenci przystąpili do kreowania na portalach społecznościowych nieformalnej grupy o nazwie: Porozumienie Zawodów Medycznych, mającej na celu zjednoczenie wszystkich pracowników ochrony zdrowia.
Dla podkreślenia niewydolności systemu opieki zdrowotnej w Polsce, PZM 24 września 2016 zorganizowało w Warszawie kilkudziesięciotysięczną manifestację, w której wzięli przedstawiciele wszystkich grup zawodowych zatrudnionych w opiece zdrowotnej. Demonstranci domagali się wdrożenia programu „Zdrowie+”: wzrostu nakładów ze środków publicznych na ochronę zdrowia i zwiększenia liczby kształconych kadr medycznych dla uzupełnienia drastycznych niedoborów kadrowych.
W połowie 2017 w PZM uzgodniono kompromisowy projekt ustawy w sprawie warunków zatrudnienia w ochronie zdrowia, pod którym podpisało się 240 tysięcy obywateli. Pierwsze czytanie w Sejmie odbyło się 20 lipca 2017, ponowne pierwsze czytanie – 13 lutego 2020, po czym projekt trafił do komisji zdrowia.
2 października 2017 Porozumienie Rezydentów OZZL (PR OZZL), przy czynnym wsparciu pracowników ochrony zdrowia zrzeszonych w PZM, rozpoczęło protest głodowy w Warszawie i w innych miastach (w Łodzi, Szczecinie) przeciwko braku działań rządu wobec wciąż pogarszającej się sytuacji lekarzy i innych pracowników służby zdrowia oraz pacjentów. Protest zakończył się 8 lutego 2018 podpisaniem porozumienia pomiędzy PR OZZL i ministrem zdrowia Łukaszem Szumowskim.
Równolegle, w 2017 w PZM powstał drugi i został złożony w Sejmie obywatelski projekt ustawy, zakładającej szybki wzrost publicznych nakładów na służbę zdrowia do 6,8% PKB w 2021. Uzyskał poparcie Ogólnopolskiego Porozumienia Związków Zawodowych. Pod projektem zebrano 150 tysięcy podpisów. Złożony został do Sejmu 5 grudnia 2017. Po pierwszym czytaniu 13 lutego 2020 skierowany do komisji zdrowia.
W miesiąc po przeprowadzonej pod szyldem PZM 8 sierpnia 2020 w Warszawie manifestacji (głównie młodych lekarzy), będącej wyrazem protestu przeciwko nowelizacji art. 37a kodeksu karnego, w której PZM nie potwierdziło swojej roli współorganizatora, przedstawiciele związków zawodowych, uczestniczących w PZM, postanowili 4 września 2020 roku o zmianie dotychczasowej formuły współpracy. Oznaczało to rozwiązanie PZM. Jednocześnie, związki zawodowe skupione dotychczas w PZM zadeklarowały dalszą współpracę, ale w innej formule, bardziej elastycznej, nie wymagającej jednolitego stanowiska wszystkich związków w określonej sprawie.